# 土木景観

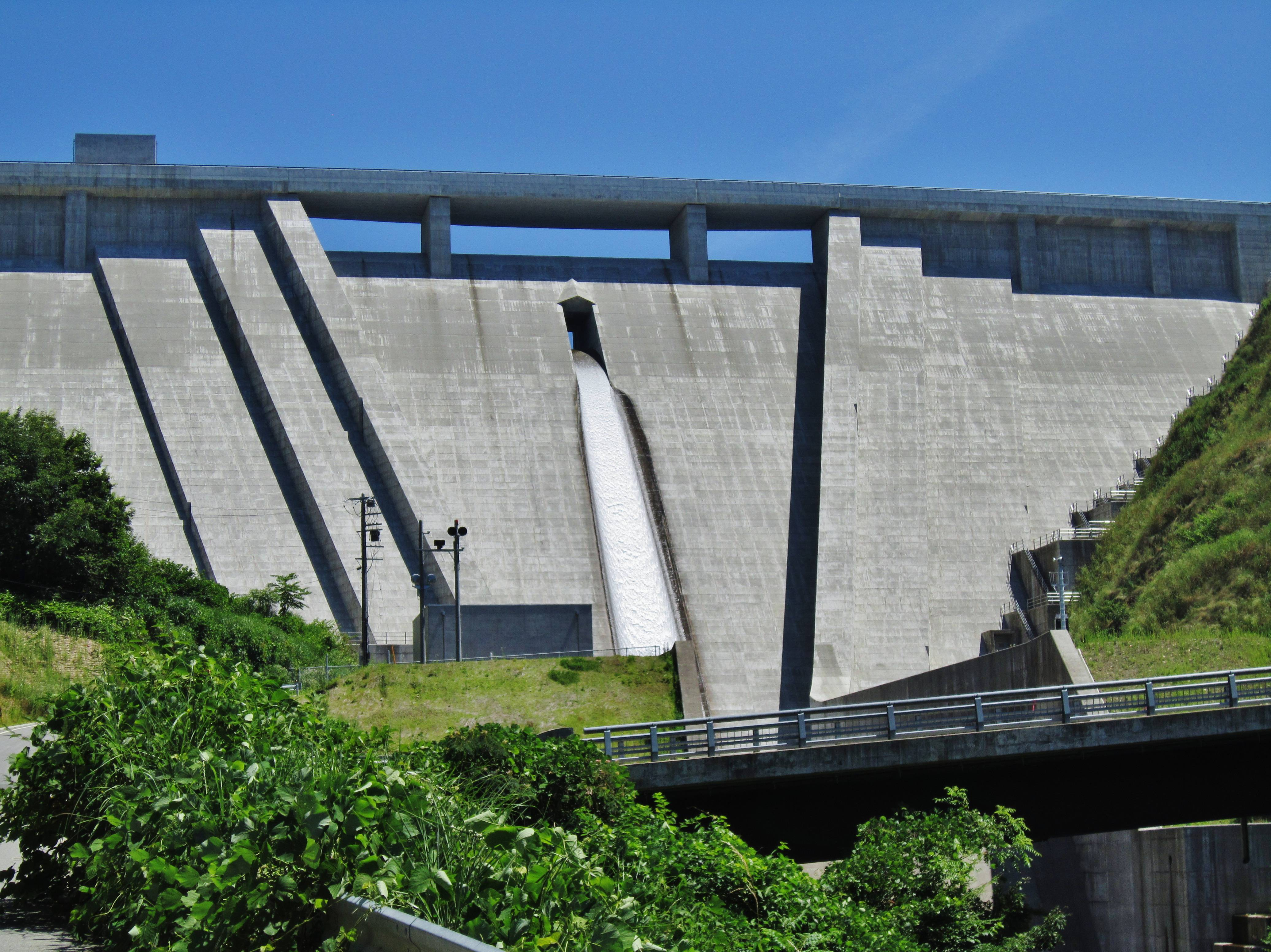
景観との調和が評価され、2013年度グッドデザイン賞を受賞した丹生川ダム（岐阜県高山市）

土木景観（どぼくけいかん）とは、土木学会が「土木工学」として解釈しとり扱い学術研究している土木という分野に関連する事業で建設される施設及び構造物等がつくりだす景観。土木方面では、こうした景観の学術研究がなされていて、学術名としては「景観工学」という名称を使用している。

## 歴史
土木構造物の研究対象としての景観状況での「景観」とは、人が観た景色のことを相対的に示すことであり、構造物など対象物を一定の視点場から観た場合の評価を示すことであるとされる。土木構造物等を景観として捉えるのは、解釈するという側面が非常に強く、また視点が重要でものの見方は断片的になっており、断片的および表面的であるため、新しい価値観の生成がなされているとみられていた。これは、景観というものが、当初学術的な捉え方をされていた分野で、そもそもは明治期に植物地理学の方面で研究されていたものであったが為である。
土木分野で景観を取り扱っているのは琵琶湖疏水などの国家プロジェクト等で、構造物が視覚によって把握できるものに対し、当時から福沢諭吉が景観という側面から、こうした土木事業を批判していることが知られている。そのため、戦前期に生み出された土木構造物において、関東大震災後の帝都復興事業でも、大阪市の実施した都市計画事業に際しても、黒部第二ダムなどにおいても、景観に対する配慮がなされていることが知られている。
戦後土木の実務においても、日本道路公団が世界銀行からの借款に際し来日したドイツのコンサルタント、ヘクサル・ドルシュ博士が、土木著作となる高速道路にアウトバーン建設の際に培ったクロソイド曲線やラウンディング処理といった景観処理手法を公団の技術陣に伝授していった。これと平行し、土木の分野では戦後の東京大学で、昭和30年代後半から景観の研究が着手されている。　
戦後すぐに東京大学土木工学科を卒業した鈴木忠義は東京大学林学科で橋梁美学などを研究していた加藤誠平に師事し、森林風致研究として観光の視点をベースとした地域の審美学の研究を開始。1962年に交通計画を研究対象とする土木工学科八十島研究室へ異動し、のちに日本道路公団へ入る中村良夫に、景観をテーマとした卒業研究を着手させたのを皮切りに、同研究室で景観の研究が行われて、中村良夫の『土木空間の造形』、樋口忠彦の『景観の構造』といった土木景観を捉えた名著が生み出されていく。　
土木学会においても、土木景観を新たに捉え実務へと還元させるため、1983年、土木計画学研究委員会で景観分科会が発足し、1985年に技報堂出版から『街路の景観設計』をはじめ、土木景観に関する書籍を数点出版する。1989年には、東京大学において土木景観についての講義や土木景観に関する設計演習の科目が開講され、1993年に土木系学科で初の景観研究室が発足している。地域の自然環境や社会環境に配慮した土木施設が創り出す公共空間や土木公共施設のデザインであるものを「シビックデザイン」「グラウンドスケープ」と呼びはじめたのは、これらの研究者たちであり、これらと、密接なつながりを持つ。